# Helius (Helius) subanaemicus
Helius (Helius) subanaemicus is een tweevleugelige uit de familie steltmuggen (Limoniidae). De soort komt voor in het Australaziatisch gebied.